# Wir senden Sonne
Wir senden Sonne (Originaltitel: Stand Up and Cheer!) ist eine US-amerikanische Musicalkomödie aus dem Jahr 1934 von Hamilton McFadden mit Warner Baxter und Madge Evans in den Hauptrollen. Das Drehbuch des Pre-Code-Films entstand nach einer Idee von Philip Klein und Will Rogers.

## Handlung
Lawrence Cromwell, ein bekannter Broadway-Produzent und Experte für weibliche Schönheit, wird zum Unterhaltungsminister ernannt und mit der Aufgabe betraut, die Stimmung des amerikanischen Volkes zu heben, damit es die Depression überwinden kann. Bei einem Treffen mit seinen Sekretären fällt Lawrences Blick auf Mary Adams, die Leiterin der Kinderabteilung, und sie beginnen, sich zu treffen. Einige Zeit später kündigt Lawrences Sekretär Fosdick an, dass George Bernard Shaw da sei, um ihn zu treffen, aber George entpuppt sich als Shimmy-Sham-Tänzer, den Lawrence als Fosdicks Assistenten anstellt.
In einem anderen Teil von Washington, D.C. trifft sich John Harly mit Geschäftskollegen, um sich über Lawrence zu beschweren. Sie haben viele Geschäftsabschlüsse gemacht, die von der Fortsetzung der Depression abhängen, und sie sind besorgt, dass Lawrences Pläne Erfolg haben werden. Um Lawrence aufzuhalten, startet Harly eine riesige Hetzkampagne gegen ihn. Im Unterhaltungshauptquartier warten Jimmy Dugan und seine kleine Tochter Shirley auf Lawrence. Shirley geht weg und wird zu Mary gebracht, die nach Jimmy schickt.  Als Lawrence ankommt, bittet Jimmy um eine Ausnahme von dem neuen Gesetz, dass Kinder unter sieben Jahren nicht arbeiten dürfen. Lawrence gibt seine Erlaubnis und die Dugans führen ihre Nummer für ihn auf.
An anderer Stelle diskutieren Mitglieder des Senats über Lawrences Extravaganz, mit dem Ergebnis, dass die Senatoren Danforth und Short mit einer Untersuchung beauftragt werden. Sie sprechen mit Lawrence und besichtigen die Einrichtungen mit Eustace Dinwiddie, Lawrences Talentscout. Später an diesem Tag geht Lawrence an Bord von Harlys Yacht, wo dieser erfolglos versucht, ihn durch Bestechung zum Aufgeben zu bewegen. Am nächsten Morgen beschwert sich Lawrence bei einem weiteren Treffen mit seinen Assistenten über die langsamen Fortschritte der Abteilung, die das Ergebnis eines unsichtbaren Feindes sind, der Zwietracht sät. Die Mehrheit der Assistenten steht hinter Lawrence, aber einer, Turner, sagt ihm, dass die Abteilung geschlossen werden muss. Nach dem Treffen teilt Lawrence Mary mit, dass er kündigt, weil er dem Druck von Kongress, Reportern und Ermittlern sowie der Öffentlichkeit nicht standhalten kann. Sie sagt, dass es falsch sei, dass er kündigt, aber dass sie ihn liebt und ihn trotzdem unterstützen wird.
An diesem Nachmittag wird Lawrence wütend, als im Radio berichtet wird, dass seine Inkompetenz ihn zum Rücktritt zwingt, was ein Sieg für alle soliden Bürger sein wird. Mary kommt herein, um ihm mitzuteilen, dass die Kinderabteilung ein großer Erfolg ist, aber bevor sie dazu in der Lage ist, sagt er ihr, dass er an seiner Meinung festhält. Er warnt sie, dass die drastischen Budgetkürzungen, die er vornehmen muss, zur Schließung der Kinderabteilung führen werden, doch während sie reden, hören sie eine weitere Radiomeldung über den Erfolg der Unterhaltungsabteilung, der größtenteils Marys Abteilung zugeschrieben wird. Der Präsident ruft Lawrence an, um ihm zu gratulieren, Lawrence erzählt ihm bescheiden von Marys Beitrag. Nach dem Telefonat erfahren Lawrence und Mary, dass die Depression offiziell vorbei ist. Sie nehmen an einer riesigen Parade teil, an der Menschen aus allen Gesellschaftsschichten teilnehmen.

## Hintergrund
Gedreht wurde der Film bis Ende Januar 1934. Die Premiere des Films fand am 19. April 1934 in New York statt.
Laut Pressemitteilungen war ursprünglich vorgesehen, dass A. Edward Sutherland Regie führte. Lilian Harvey und Wini Shaw waren für die Besetzung vorgesehen. Sutherland wurde möglicherweise krankheitsbedingt ersetzt, während die Gründe für Harveys und Shaws Rückzug aus dem Film nicht geklärt sind. Ebenfalls als Darsteller in Betracht gezogen wurden Will Rogers, Lew Ayres, Spencer Tracy, Sid Silvers, Sally Eilers, Clara Bow, Regisseur David Butler, Victor Jory und Janet Gaynor, für die Lew Brown, Sammy Lee und Hanns Kräly eine Sondernummer mit dem Titel My Favorite Doll geschrieben haben.
Der Film markierte das Spielfilmdebüt des Sängers Nick Foran, der seinen Namen später in Dick Foran änderte, und der Komiker Frank Mitchell und Jack Durant. Fox mietete einen Kellett Auto-Gyro. Die Sequenz, in der das Gerät verwendet wurde, wurde vor Ort in Busch Gardens in Pasadena gedreht.
Aus Gerichtsakten geht hervor, dass Paul Blanton 1935 eine Klage gegen Fox wegen Verletzung eines Patents für „die Kunst der Herstellung von Schauspielpuppen“ durch das Aufmalen von Gesichtern auf die Beine von Tänzern einreichte. Der Fall wurde außergerichtlich für 1.500 Dollar beigelegt (2024: ca. 34.500 Dollar).
Laut Informationen aus den Akten von  20th Century Fox reichte Lincoln Perry, unter seinem Künstlernamen Stepin Fetchit bekannt, im Jahr 1970 eine Klage in Höhe von drei Millionen Dollar ein (2024: ca. 24,4 Millionen Dollar), in der er Fox vorwarf, mit Columbia Broadcasting System (CBS) konspiriert zu haben, um in seine Privatsphäre einzudringen und ihn zu diffamieren, als CBS Ausschnitte aus den Filmen Wir senden Sonne und In Old Kentucky in einer Dokumentation mit dem Titel „Black History: Lost, Stolen or Forgotten“ ausstrahlte. Perry behauptete, er sei „als Werkzeug des weißen Mannes dargestellt worden, der die Angehörigen seiner Rasse verraten und zwei Millionen Dollar damit verdient habe, Schwarze als minderwertige Menschen darzustellen“. Informationen zum Ausgang der Klage konnten nicht gefunden werden.
Russell Patterson und Gordon Wiles waren für das Szenenbild zuständig.

## Musik
Folgende Songs wurden im Film gespielt:
- We're Out of the Red, I'm Laughin’, Baby Take a Bow, Broadway's Gone Hill-Billy und This Is Our Last Night Together von Lew Brown und Jay Gorney
- Stand Up and Cheer! von Harry Akst und Lew Brown
- She's Way Up Thar von Lew Brown

Die Tanznummern wurden von Sammy Lee choreografiert.

## Kritiken
Der Filmkritiken-Aggregator Rotten Tomatoes hat in einer Auswertung von über 250 User-Kritiken ein Publikumsergebnis von 47 Prozent positiver Bewertungen ermittelt.
Mordaunt Hall von der The New York Times befand, der Film komme oft der Vorstellung nahe, was ein modernes Werk von Gilbert und Sullivan sein könnte. Es stimme, dass es einige aufdringliche Nummern gebe, die wenig mit der zündenden Kernidee zu tun haben, aber sie haben den Vorteil, gute Unterhaltung zu sein.
Otis Ferguson schrieb im Magazin  The New Republic, es sei unmöglich, sich einen Film wie diesen anzusehen und ihn dann einfach in der üblichen Schublade mit der Aufschrift „Stinker“ abzulegen. Dieser Film sei etwas Besonderes, er sei super und mehr noch, er schmiere sich eine dicke Schicht mit der offensichtlichsten Art von aktueller Bedeutung ein.